# Milton Guran
Milton Guran ORB (Rio de Janeiro, 1948) é um antropólogo, fotógrafo e pesquisador brasileiro. Trabalhou no Museu do Índio entre 1986 e 1989. É o realizador do festival FotoRio.

## Biografia
Milton Roberto Monteiro Ribeiro nasceu no bairro carioca de Jacarepaguá. Estudou no Colégio Militar e cursou Direito na Universidade Federal do Rio de Janeiro (UFRJ), sem concluir os estudos, de onde saiu para seu exílio em Paris. Ao retornar ao país fundou, em Brasília, juntamente com os fotógrafos Eliane Mota e Rolnan Pimenta, a Agência Imprensa Livre (ÁGIL) que congregava jovens fotógrafos e integrava o nascente movimento de agências independentes de fotografia. É doutor em antropologia pela École des hautes études en sciences sociales (EHESS) e mestre em comunicação social pela Universidade de Brasília (UnB).
É o realizador e coordenador-geral do Encontro Internacional de Fotografia do Rio de Janeiro (FotoRio). Autor Encontro na Bahia (Livr. Galilei Ed., Brasília 1979), de Agudás – os brasileiros do Benim (Ed. Nova Fronteira, 2000) e de Linguagem fotográfica e informação (Ed. Gama Filho, 2002, 3ª ed). Um dos fundadores da ÁGIL Fotojornalismo (Brasília, 1980), ganhou o Prêmio VITAE (1990), o X Prêmio Marc Ferrez da Fundação Nacional de Artes (1998), o Prêmio Pierre Verger da Associação Brasileira de Antropologia (Prêmio Especial do Júri - 2002), o Prêmio Ori 2007 da Prefeitura do Rio de Janeiro e o Prêmio Orilaxé 2009 do Grupo Cultural AFROREGGAE. Em 2006, foi condecorado à admissão na Ordem de Rio Branco pelo então presidente Luiz Inácio Lula da Silva no grau de Oficial suplementar por mérito acadêmico.
Pesquisador associado ao Laboratório de História Oral e Imagem (LABHOI) da Universidade Federal Fluminense (UFF), também é membro do comitê científico internacional do projeto “A Rota do Escravo” da Organização das Nações Unidas para a Educação, a Ciência e a Cultura (UNESCO) e membro da diretoria executiva da Rede de Produtores Culturais da Fotografia no Brasil (RPCFB).

## Obra publicada
- Guran, Milton (2000). Agudás: Os "brasileiros" do Benin. Rio de Janeiro: Nova Fronteira/Editora Gama Filho. ISBN 85-209-1067-X
- Guran, Milton (2002). Linguagem fotográfica e informação. Rio de Janeiro: Editora Gama Filho. ISBN 85-7444-039-6